# Park Narodowy Thy

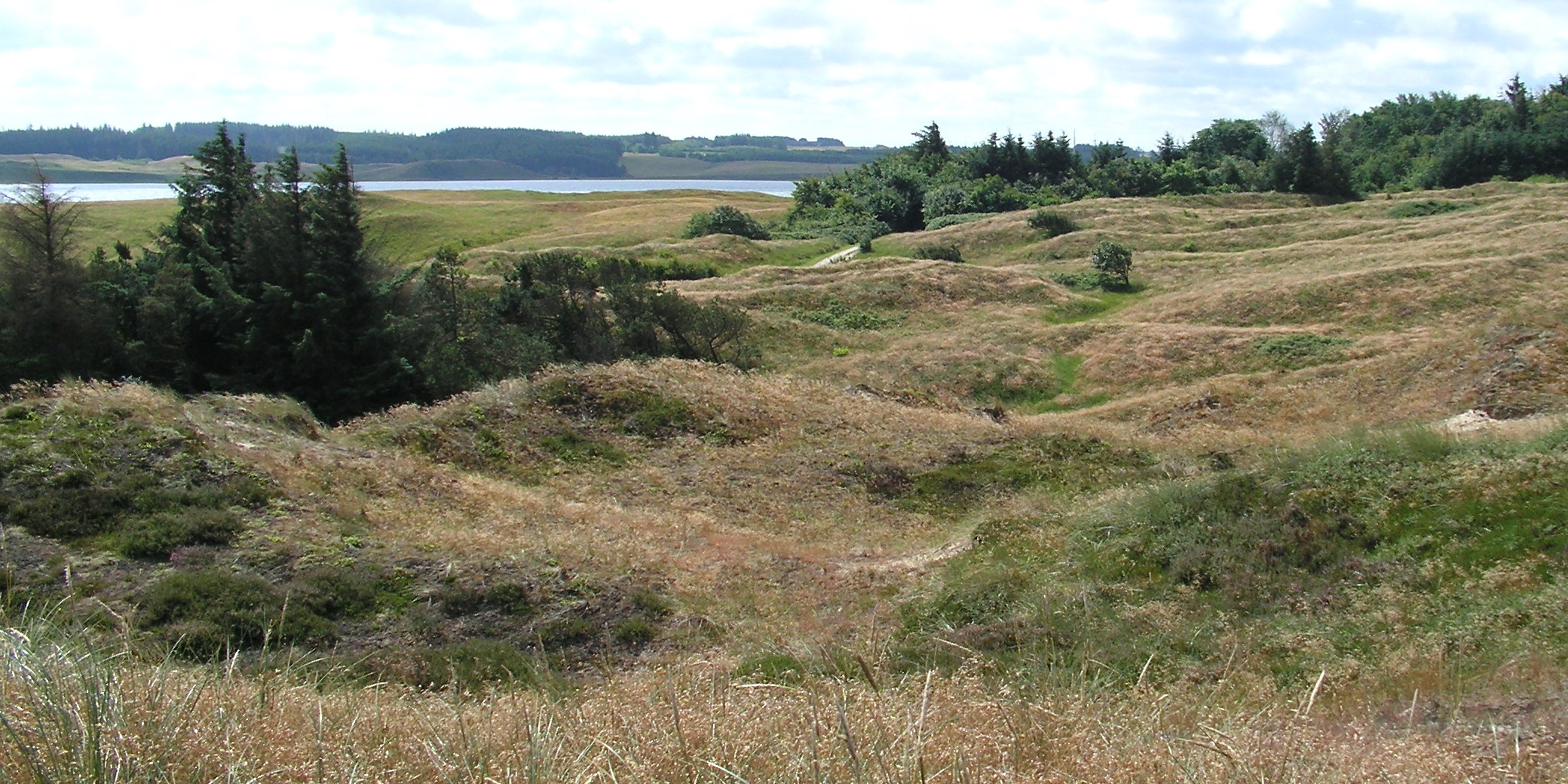
Park Narodowy Thy

Park Narodowy Thy (duń. Nationalpark Thy) – park narodowy w Danii, położony w północno-zachodniej części Jutlandii, nad brzegiem Morza Północnego.
Utworzony został w 2007 r. jako pierwszy park narodowy w Danii poza Grenlandią.
Zajmuje powierzchnię 24 370 ha.